# Domaines français de Sainte-Hélène
Les domaines français de Sainte-Hélène constituent un ensemble de propriétés réparties sur quatorze hectares et situées sur l'île de Sainte-Hélène, en territoire britannique. Ces domaines sont liés à l'exil de Napoléon à Sainte-Hélène : Longwood House et la vallée du Tombeau depuis 1857 dans le district de Longwood ainsi que, depuis 1959, le pavillon des Briars dans celui d'Alarm Forest.

## Description

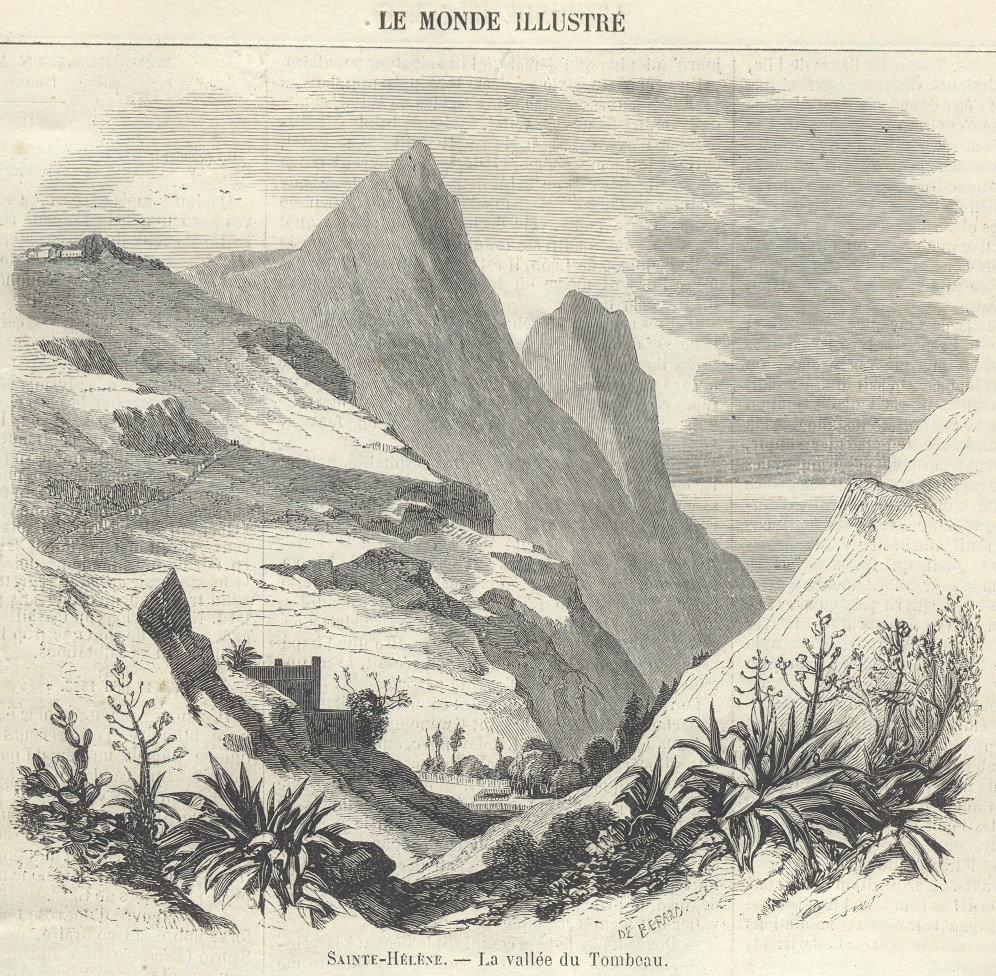
La vallée du Tombeau.

Les domaines abritent un musée et des expositions sur la vie de l'Empereur. Les bâtiments ont été restaurés pour leur donner l'aspect le plus ressemblant possible à celui qu'ils avaient à l'époque napoléonienne. Ils accueillent de six à huit mille visiteurs par an. Le musée est financé par la fondation Napoléon et les bâtiments et terrains sont entretenus par le ministère français des Affaires étrangères.
Depuis 2004, les propriétés françaises à Sainte-Hélène sont rattachées administrativement au consulat de France au Cap. Elles sont administrées localement par un conservateur des domaines qui est aussi consul honoraire de France (Gilbert Martineau de 1956 à 1987 puis son fils adoptif, Michel Dancoisne-Martineau, depuis 1987).

## Détention de NapoléonIer
Napoléon Ier, à la suite de sa défaite à la bataille de Waterloo, est exilé et déporté par les Britanniques sur l'île Sainte-Hélène, où il débarque en octobre 1815. L'arrivée de Napoléon entraîne une augmentation sensible de la population de l'île: près de 2 000 soldats et 500 marins de la flottille de guerre, ainsi que des officiels du gouvernement britannique, accompagnés de leur famille, sans oublier la petite colonie française qui vit dans l'entourage de Napoléon. De plus, les Britanniques, craignant un débarquement de marins français pour libérer le prisonnier comme sur l'île d'Elbe, revendiquent l'île de l'Ascension — jusque-là inhabitée — pour y établir une garnison navale.
Détenu à Longwood House à partir de décembre 1815, Napoléon meurt le 5 mai 1821. Le lendemain, le gouverneur de l'île, sir Hudson Lowe, bien qu'en perpétuel conflit avec son ancien prisonnier, vient en personne s'assurer de sa mort et déclare alors à son entourage : « Eh bien, Messieurs, c'était le plus grand ennemi de l'Angleterre et le mien aussi ; mais je lui pardonne tout. À la mort d'un si grand homme, on ne doit éprouver qu'une profonde douleur et de profonds regrets. »
Conformément à ses dernières volontés, Napoléon est inhumé le 9 mai près d'une source, dans la vallée du Géranium, dénommée depuis « vallée du Tombeau ». Le 27 mai, toute la colonie française quitte l'île. Dix-neuf ans après la mort de Napoléon, le roi Louis-Philippe obtient du Royaume-Uni la restitution des cendres de l’empereur. L'exhumation du corps de Napoléon a lieu le 15 octobre 1840, puis il est rapatrié en France et inhumé aux Invalides, à Paris.
À partir de 1854, l'empereur Napoléon III négocie avec le gouvernement britannique l'achat – pour la somme de 178 565 francs-or – de Longwood House et de la vallée du Tombeau, qui deviennent propriétés françaises en 1857, sous le nom de « Domaines français de Sainte-Hélène » et sont gérées à partir de l’année suivante par le ministère des Affaires étrangères. Le pavillon des Briars, première demeure de l'empereur sur l'île, est adjoint au domaine en 1959, lorsque sa dernière propriétaire en fait don à la France.

## Liste des conservateurs des domaines
- Gauthier de Rougemont, vétéran de l'Empire, conservateur de 1858 à 1867[5].
- Jean-Claude Mareschal, garde du génie, conservateur de 1867 à 1877[5].
- Lucien Morilleau (1835-1907), sergent-major du génie, conservateur de 1877 à 1907[5].
- Henri Roger, conservateur de 1907 à 1917[5].
- Georges Colin (1883-1962), adjudant du génie, conservateur de 1917 à 1945[5].
- Georges Peugeot, conservateur de 1945 à 1956[5].
- Steven Strong, major en retraite de l'armée britannique, conservateur de 1956 à 1960[5].
- Gilbert Martineau (1918-1995), officier de marine, conservateur de 1960 à 1987[5].
- Michel Dancoisne-Martineau (1965-), conservateur de 1987 à ce jour[5].